# Хенщет-Улцбург
Хенщед-Улзбург (на немски: Henstedt-Ulzburg) е община в северна Германия, в района на Зегеберг.

## География
Територията на общината се намира на около 15 километра северно от Хамбург. Хенщед-Улзбург е резултат от сливането на Хенщед, Гьотсбег и Улзбург през 1970 година. Населението на общината е 27 152 души към 2011 година. Хенщед-Улзбург граничи общо с 8 общини: Калтенкирхен (Kaltenkirchen), Кисдорф (Kisdorf), Вакендорф II (Wakendorf II), Тангщед (Tangstedt), Нордерщед (Norderstedt), Квикборн (Quickborn), Елерау (Ellerau) и Алвеслое (Alveslohe).

## Квартали
- Улзбург (Ulzburg) е индустриалният център на града. През квартала минава и железопътна линия, построена през 2000 г. В тази област влакът минава през 630-метров тунел. Има няколко високи сгради, построени преди обединението на Германия.
- Хенщед (Henstedt) запазва своя предимно селски характер, къщите са еднофамилни. Има няколко кооперации с повече от едно семейство. Транспортните връзки в квартала се осъществяват предимно с автобуси. В Улзбург се намира и езерото Вьодел (Wöddel).
- Рен е най-южният район на Хенщед-Улзбург. Преобладаващите къщи тук са еднофамилните, има няколко високи жилищни блока. Граничи с парка Алстер. Транспортът се осъществява чрез автобус. Има линия на метрото, свързващо Рен с Хамбург.
- Гьотсберг (Götzberg) е отделен от останалите квартали на около 3 километра. Намира се на хълма Хенщед. Хората там се занимават със селско стопанство. Популярен е със своята мелница.

## Политика

### Общински съвет
Местният парламент се състои от 41 общински съветника. Най-много съветници – 14 на брой имат Христян-демократически съюз (ХДС) на Ангела Меркел. На второ място е гражданско сдружение от общността (WHU). На трето място е Социалдемократическа партия на Германия (СДП) с 8 места в местния парламент, гражданска фракция (БФБ) също с 8 съветника и 2 за Свободна демократическа партия (ФДП). Председател на общинския съвет е Уве Шмид от Христян-демократическия съюз. Кмет на Хенщед-Улзбург е Стефан Бауер. Той печели изборите с 51% като независим кандидат.
|  | Тази страница частично или изцяло представлява превод на страницата Henstedt-Ulzburg в Уикипедия на немски. Оригиналният текст, както и този превод, са защитени от Лиценза „Криейтив Комънс – Признание – Споделяне на споделеното“, а за съдържание, създадено преди юни 2009 година – от Лиценза за свободна документация на ГНУ. Прегледайте историята на редакциите на оригиналната страница, както и на преводната страница, за да видите списъка на съавторите. ВАЖНО: Този шаблон се отнася единствено до авторските права върху съдържанието на статията. Добавянето му не отменя изискването да се посочват конкретни източници на твърденията, които да бъдат благонадеждни. |